# 椎名英三
椎名 英三（しいな えいぞう）は、日本の建築家。日本建築学会賞作品賞、JIA新人賞など多数受賞。

## 概要
宮脇檀に師事し、現在は椎名英三・祐子建築設計を主宰。日本大学理工学部、東京都立大学 (1949-2011)工学部、日本女子大学、国際協力事業団（JICA）、昭和女子大学 等の講師を務める。 　

## 経歴
- 日本大学理工学部建築学科卒業[1]後、1年間日本大学小林文次研究室の研究生になる。桜建賞受賞（卒業設計：未来博物館計画）
- 大高正人の大高建築設計事務所に勤務し、万博の基幹施設等の設計に参加
- 1968年 宮脇檀建築研究室に入所
- 1975年 一級建築士事務所空環設計を設立
- 1976年 一級建築士事務所椎名英三建築設計事務所に発展解消。
- 2000年 光の森で2000年JIA新人賞（作品）を受賞
- 2010年 宇宙を望む家（1984年・自邸）で第9回日本建築家協会25年賞、IRONHOUSE（2008年）で日本建築仕上学会作品賞を受賞。
- 2011年 IRONHOUSEで2011年日本建築学会賞（作品）を受賞。
- 2012年 IRONHOUSEで2012年大谷美術館賞を受賞。
- 2018年 一級建築士事務所椎名英三・祐子建築設計に事務所名を変更。事務所をSACRA TERRACE に移転。
- 2019年 林居で第15回モダンリビング大賞 藤本壮介賞を受賞

## 主な作品
- 花霧居（1983年）
- 宇宙を望む家（1984年・自邸）：日本建築家協会25年賞
- ブティック・マダム花井：商業空間デザイン賞奨励賞
- スーパー松坂屋：商業空間デザイン賞特別賞
- HOTEL Y（1992年）商環境デザイン賞優秀賞
- 光の谷（1995年・METAL ART MUSEUM）
- SCALA GRIGIA（1999年）INTERINTRA SPACE design selection'98　デザイン賞
- 光の森：(1997年) 日本建築家協会新人賞
- N邸：(2000年) 住宅建築賞奨励賞
- 小川邸：(2000年) DANTO TILE DESIGN CONTESTインテリア部門　大賞
- RCCN（2003年）
- 星居（2005年）
- 紅い葉の家（2005年）
- 空の光の家（2005年）
- box-q（2006年）
- 白い紫（2006年・京呉服不二屋）
- IRONHOUSE：(2007年) 日本建築学会賞（作品）、 住宅建築賞金賞、日本建築仕上学会 作品賞、大谷美術館賞
- 聖居（2008年）
- MIDAIR（2009年）
- Microcosmos（2012年）
- GITANJALI（2013年）
- 森 FOREST（2015年）
- SACRA（2016年）
- メープルシロップ（2016年）
- 林居（2017年）第15回モダンリビング 大賞 藤本壮介賞
- GRAY（2017年）
- SACRA TERRACE（2018年）
- SACRA（2018年）
- ODYSSEY（2020年）
- 大庇の家（2020年）
- GROTTA（2023年）
- BABA（2024年）
- SYMPHONY（2024年）